# نابرابری چبیشف

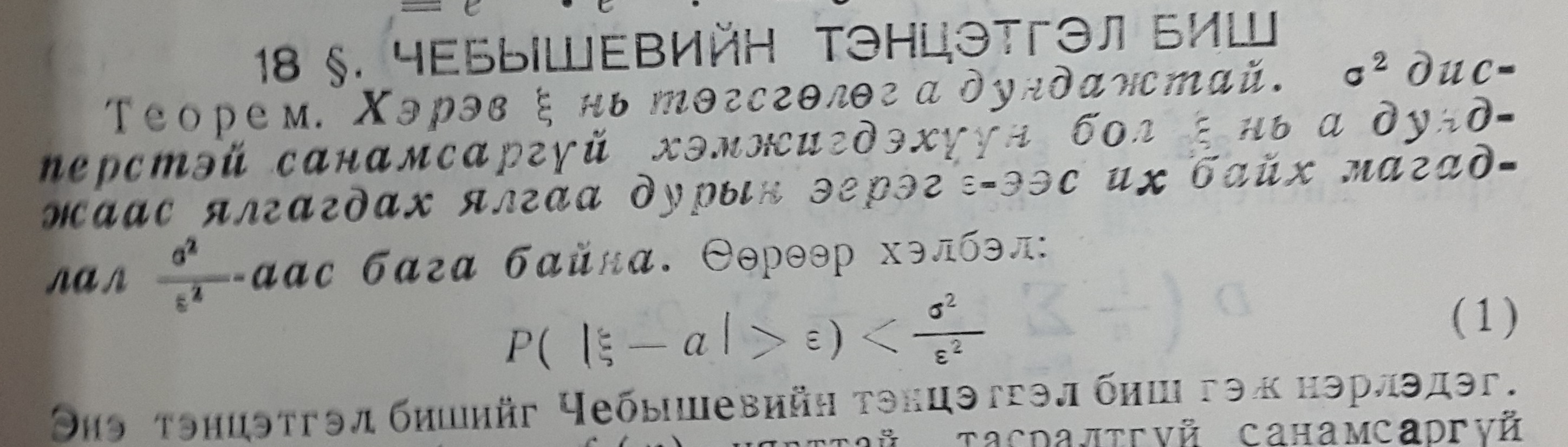
در این عکس نظریه چبیشف مشاهده می‌شود

در نظریه احتمالات، نابرابری چبیشف، تضمین می‌کند که در هر نمونه تصادفی یا توزیع احتمال، «تقریباً تمامی» مقادیر، در نزدیکی میانگین خواهند بود. به‌طور دقیقتر این قضیه بیان می‌کند که حداکثر مقادیری که در هر توزیع می‌تواند بیش از k برابر انحراف معیار با میانگین فاصله داشته باشد،{\displaystyle {\frac {1}{k^{2}}}} است. این نامساوی بسیار کاربردی است، چون می‌تواند برای هر توزیع دلخواهی به کار برده شود (جز مواردی که میانگین و واریانس نامعلوم اند). به عنوان مثال از این نامساوی برای اثبات قانون ضعیف اعداد بزرگ استفاده می‌شود.
عنوان نامساوی از نام ریاضیدان روسی پافنوتی چبیشف، گرفته شده‌است، اگرچه در ابتدا نامساوی توسط دوست و همکلاسش فرموله شد. این نامساوی را می‌توان به صورت کاملاً کلی با کمک نظریه اندازه، بیان کرد.

## شرح مسئله

### شرح با نظریه اندازه
اگر (X،  Σ،  μ) یک فضای اندازه و ƒ یک تابع اندازه پذیر با مقادیر حقیقی گسترش یافته، تعریف شده بر X باشد، آنگاه:
{\displaystyle \mu (\{x\in X\,:\,\,|f(x)|\geq t\})\leq {1 \over t^{2}}\int _{X}f^{2}\,d\mu .}
به‌طور کلی، اگر g یک تابع اندازه پذیر با مقادیر حقیقی گسترش یافته، نامنفی و غیر نزولی روی برد ƒ باشد، آنگاه:
{\displaystyle \mu (\{x\in X\,:\,\,f(x)\geq t\})\leq {1 \over g(t)}\int _{X}g\circ f\,d\mu .}
با تعریف (g(t به صورت:
{\displaystyle g(t)={\begin{cases}t^{2}&{\text{if }}t\geq 0\\0&{\text{otherwise,}}\end{cases}}}
و استفاده از |ƒ| به جای ƒ، در رابطه قبل، حاصل می‌شود.

### شرح احتمالی
اگر X متغیری تصادفی با امید ریاضی μ و واریانس نامتناهی σ2 باشد، برای هر مقدار حقیقی k> 0، داریم:
{\displaystyle \Pr(|X-\mu |\geq k\sigma )\leq {\frac {1}{k^{2}}}.}
که تنها حالت k> 1 ارزش استنباطی دارد (در حالت k ≤ ۱ عبارت سمت راست بیشتر از یک خواهد شد که معنادار نیست، مسلماً طبق اصول احتمال، احتمال هر پدیده بیشتر از یک نیست). به عنوان مثال در حالت: {\displaystyle k={\sqrt {2}}} نتیجه می‌شود، دست کم نیمی از مقادیر توزیع X بین (μ-√۲ σ، μ+√۲ σ) قرار خواهند گرفت.
به دلیل عمومی بودن فرضیات قضیه (تنها فرض لازم، معلوم بودن گشتاورهای اول و دوم است)، نسبت به حالتی که معلومات بیشتری از توزیع داریم (مثلاً معلوم بودن. سایر گشتاورها)، این نابرابری، کران‌های عریض تری ایجاد می‌کند. (و در نتیجه در حالت دوم دقیقترین کران نیست).
بعنوان مثال، فرض کنید دسته‌ای مجله داریم که به‌طور متوسط محتوی ۱۰۰۰ کلمه‌اند و انحراف معیاری برابر ۲۰۰ کلمه دارند. در اینصورت می‌توان نتیجه گرفت، نسبت مجلاتی که حاوی ۶۰۰ تا ۱۴۰۰ کلمه‌اند (یعنی بین k = 2 برابر انحراف معیار از میانگین) نمی‌تواند کمتر از {\displaystyle {\frac {3}{4}}} باشد. چون طبق نابرابری چبیشف بیش از 1/k&sup2=۱/۴ مجله خارج از محدودهٔ فوق قرار نمی‌گیرند. اما اگر علاوه بر اطلاعات بالا بدانیم که توزیع کلمات نرمالاست، می‌توانیم بگوییم ۷۵ درصد از مقادیر مابین ۷۷۰ و ۱۲۳۰ قرار دارند (همچنان که انتظار می‌رفت، نابرابری اخیر دقیقتر است).
همانگونه که در مثال فوق نشان داده شد، کران‌های نابرابری چبیشف، عموماً دقت نسبی لازم را ندارند. با این حال، کران‌های ارائه شده در نابرابری چبیشف نمی‌توانند در حالت کلی، بهبود یابند. مثالاً، برای هر k ≥ 1 با متغیر زیر که مقادیر کران را اختیار می‌کند:
{\displaystyle X={\begin{cases}-1,&{\text{with probability }}{\frac {1}{2k^{2}}}\\0,&{\text{with probability }}1-{\frac {1}{k^{2}}}\\1,&{\text{with probability }}{\frac {1}{2k^{2}}}\end{cases}}}
برای این توزیع میانگین μ = ۰ و انحراف معیار σ=1/k داریم:
{\displaystyle \Pr(|X-\mu |\geq k\sigma )=\Pr(|X|\geq 1)={\frac {1}{k^{2}}}.}
تساوی برای هر توزیعی که تبدیل خطی متغیر بالا است، رخ می‌دهد؛ و در سایر حالات، تنها نابرابری صریح صادق است.

## سایر اشکال: نابرابری یک-طرفهٔ چبیشف
نابرابری چبیشف به شکل یک-طرفه با k> 0 به صورت زیر است:
{\displaystyle \Pr(X-\mu \geq k\sigma )\leq {\frac {1}{1+k^{2}}}.}
شکل یک-طرفهٔ نابرابری چبیشف، نابرابری کانتلی نامیده می‌شود.

### استفاده در تعیین فاصلهٔ بین میانگین و میانه
با استفاده از شکل یک-طرفهٔ نابرابری چبیشف، می‌توان نشان داد که برای هر توزیع احتمال با امید ریاضی و میانه تعریف شده، فاصلهٔ بین میانگین و میانه هرگز بیشتر از یک انحراف معیار نیست. به زبان ریاضی، اگر μ، m وσ به ترتیب، میانه، میانگین و واریانس توزیع باشند، داریم:
{\displaystyle \left|\mu -m\right|\leq \sigma .\,}
توجه کنید که به فرض متناهی بودن واریانس (یا معادل آن به فرض وجود واریانس) نیازی نیست.

### اثبات با نابرابری چبیشف
با فرض k = 1 با استفاده از شکل یک-طرفهٔ نابرابری چبیشف:
{\displaystyle \Pr(X-\mu \geq \sigma )\leq {\frac {1}{2}}.}
با تغییر علامت X و μ داریم:
{\displaystyle \Pr(X\leq \mu -\sigma )\leq {\frac {1}{2}}.}
فاصلهٔ میانه تا میانگین حداکثر یک انحراف معیار است.

### اثبات با نابرابری جنسن
با دو بار استفاده از نابرابری جنسن، داریم:
{\displaystyle {\begin{aligned}\left|\mu -m\right|=\left|\mathrm {E} (X-m)\right|&{}\leq \mathrm {E} \left(\left|X-m\right|\right)\\&{}\leq \mathrm {E} \left(\left|X-\mu \right|\right)=\mathrm {E} \left({\sqrt {(X-\mu )^{2}}}\right)\\&{}\leq {\sqrt {\mathrm {E} ((X-\mu )^{2})}}=\sigma .\end{aligned}}}
نابرابری اول با استفاده از نابرابری جنسن (حالت تابع کوژ) با بکار بردن تابع قدرمطلق (که تابعی کوژ است) بدست می‌آید. نابرابری دوم به دلیل این است که میانه تابع انحراف مطلق را کمینه می‌کند.
{\displaystyle a\mapsto \mathrm {E} (\left|X-a\right|).\,}
نابرابری سوم با استفاده از نابرابری جنسن (حالت تابع کاو) با بکار بردن تابع ریشه دوم (که تابعی کاو است) بدست می‌آید.

## اثبات (حالت دو سویه نابرابری چبیشف)

### اثبات با نظریه اندازه
فرض کنید At به صورت: {At  := {x ∈ X | ƒ(x) ≥ t تعریف شود و فرض کنید: 1At، تابع مشخصه مجموعهٔ  At باشد. داریم:
{\displaystyle 0\leq g(t)1_{A_{t}}\leq g\circ f\,1_{A_{t}}\leq g\circ f,}
بنابراین:
{\displaystyle g(t)\mu (A_{t})=\int _{X}g(t)1_{A_{t}}\,d\mu \leq \int _{A_{t}}g\circ f\,d\mu \leq \int _{X}g\circ f\,d\mu .}
نابرابری مورد نظر با تقسیم نابرابری بالا بر (g(tبه دست می‌آید.

### اثبات احتمالی
طبق نابرابری مارکف برای هر متغیر تصادفی حقیقی مقدار Y و هر عدد مثبت a، داریم: Pr(|Y| > a) ≤ E(|Y|)/a. یک راه ساده برای اثبات نابرابری چبیشف قراردادن متغیر تصادفی Y = (X − μ)2 و مقدار a = (σk)2 در نابرابری مارکوف است.
برای اثبات مستقیم، فرض کنید برای هر پیشامد A متغیر تصادفی نشانگر {\displaystyle I_{A}} باشد (یعنی IA اگر A رخ دهد مقدار ۱ و در غیر اینصورت مقدار صفر می‌گیرد) داریم:
{\displaystyle {\begin{aligned}&{}\qquad \Pr(|X-\mu |\geq k\sigma )=\operatorname {E} (I_{|X-\mu |\geq k\sigma })=\operatorname {E} (I_{[(X-\mu )/(k\sigma )]^{2}\geq 1})\\[6pt]&\leq \operatorname {E} \left(\left({X-\mu  \over k\sigma }\right)^{2}\right)={1 \over k^{2}}{\operatorname {E} ((X-\mu )^{2}) \over \sigma ^{2}}={1 \over k^{2}}.\end{aligned}}}